# Boisse-Penchot
Boisse-Penchot è un comune francese di 541 abitanti situato nel dipartimento dell'Aveyron nella regione dell'Occitania.

## Società

### Evoluzione demografica
Abitanti censiti